# Industrial Light & Magic
Industrial Light & Magic (ILM) je americká společnost zabývající se vizuálními efekty. Jejím zakladatelem je George Lucas, který tuto společnost založil pro tvorbu speciálních efektů pro svůj první snímek ze série Hvězdných válek. Firma si od roku 1977 vybudovala jméno ve světě a dodnes patří k nejlepším ve svém oboru.[zdroj⁠?!]
Za svá díla byla firma oceněna 30 cenami Akademie za nejlepší efekty ve filmu.

## Tvorba

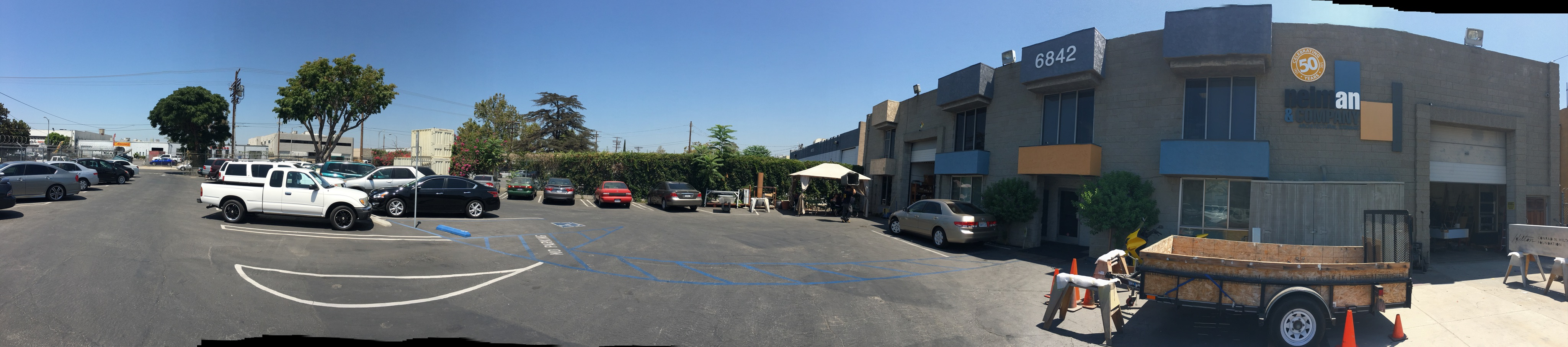
Parkoviště a budovy prvního sídla firmy ve Van Nuys. Zde byly tvořeny speciální efekty pro Star Wars: Epizoda IV – Nová naděje.

### Filmy

#### 20. století
| Rok vydání | Název                                      | Režisér                       | Distributor                                        | Rozpočet (USD) | Zisk (USD)     |
| 70. léta   | 70. léta                                   | 70. léta                      | 70. léta                                           | 70. léta       | 70. léta       |
| ---------- | ------------------------------------------ | ----------------------------- | -------------------------------------------------- | -------------- | -------------- |
| 1977       | Star Wars: Epizoda IV – Nová naděje        | George Lucas                  | 20th Century Fox                                   | 11 milionů     | 775,4 milionu  |
| 80. léta   |                                            |                               |                                                    |                |                |
| 1980       | Star Wars: Epizoda V – Impérium vrací úder | Irvin Kershner                | 20th Century Fox                                   | 33 milionů     | 538,4 milionu  |
| 1981       | Dobyvatelé ztracené archy                  | Steven Spielberg              | Paramount Pictures                                 | 18 milionů     | 389,9 milionu  |
| 1981       | Drakobijce                                 | Matthew Robbins               | Paramount Pictures Buena Vista Pictures            | 18 milionů     | 14 milionů     |
| 1982       | Star Trek II: Khanův hněv                  | Nicholas Meyer                | Paramount Pictures                                 | 11,2 milionu   | 97 milionů     |
| 1982       | E.T. – Mimozemšťan                         | Steven Spielberg              | Universal Studios                                  | 10 milionů     | 792,9 milionu  |
| 1982       | Temný krystal                              | Jim Henson a Frank Oz         | Universal Studios                                  | 15 milionů     | 40 milionů     |
| 1982       | Poltergeist                                | Tobe Hooper                   | Metro-Goldwyn-Mayer                                | 10,7 milionu   | 121,7 milionu  |
| 1983       | Star Wars: Epizoda VI – Návrat Jediů       | Richard Marquand              | 20th Century Fox                                   | 42,7 milionu   | 572,1 milionu  |
| 1983       | Kdysi hodně dávno                          | John Korty a Charles Swenson  | Warner Bros.                                       | —              | —              |
| 1984       | Indiana Jones a chrám zkázy                | Steven Spielberg              | Paramount Pictures                                 | 28,2 milionu   | 333,.1 milionu |
| 1984       | Star Trek III: Pátrání po Spockovi         | Leonard Nimoy                 | Paramount Pictures                                 | 16 milionů     | 87 milionů     |
| 1984       | Nekonečný příběh                           | Wolfgang Petersen             | Warner Bros.                                       | 27 milionů     | 100 milionů    |
| 1984       | Starman                                    | John Carpenter                | Columbia Pictures                                  | 24 milionů     | 28,7 milionu   |
| 1985       | Rošťáci                                    | Richard Donner                | Warner Bros.                                       | 19 milionů     | 61,5 milionu   |
| 1985       | Zámotek                                    | Ron Howard                    | 20th Century Fox                                   | 17,5 milionu   | 85,.3 milionu  |
| 1985       | Návrat do budoucnosti                      | Robert Zemeckis               | Universal Studios                                  | 19 milionů     | 389,1 milionu  |
| 1985       | Badatelé                                   | Joe Dante                     | Paramount Pictures                                 | 25 milionů     | 9,9 milionu    |
| 1985       | Mishima: A Life in Four Chapters           | Paul Schrader                 | Warner Bros.                                       | 5 milionů      | 502 758        |
| 1985       | Pyramida hrůzy                             | Barry Levinson                | Paramount Pictures                                 | 18 milionů     | 19 milionů     |
| 1985       | Vzpomínky na Afriku                        | Sydney Pollack                | Universal Studios                                  | 28 milionů     | 128,5 milionu  |
| 1985       | Můj nepřítel                               | Wolfgang Petersen             | 20th Century Fox                                   | 29 milionů     | 12 milionů     |
| 1986       | Dům za všechny peníze                      | Richard Benjamin              | Universal Studios                                  | 10 milionů     | 54 milionů     |
| 1986       | Labyrint                                   | Jim Henson                    | TriStar Pictures                                   | 27,68 milionu  | 11,6 milionu   |
| 1986       | Kačer Howard                               | Willard Huyck                 | Universal Studios                                  | 37 milionů     | 38 milionů     |
| 1986       | Star Trek IV: Cesta domů                   | Leonard Nimoy                 | Paramount Pictures                                 | 21 milionů     | 133 milionů    |
| 1986       | Zlaté dítě                                 | Michael Ritchie               | Paramount Pictures                                 | 25 milionů     | 79,8 milionu   |
| 1987       | Harry a Hendersonovi                       | William Dear                  | Universal Studios                                  | 16 milionů     | 49 milionů     |
| 1987       | Čarodějky z Eastwicku                      | George Miller                 | Warner Bros.                                       | 22 milionů     | 63,8 milionu   |
| 1987       | Vnitřní vesmír                             | Joe Dante                     | Warner Bros.                                       | —              | 25 milionu     |
| 1987       | Říše slunce                                | Steven Spielberg              | Warner Bros.                                       | 35 milionu     | 22,2 milionu   |
| 1987       | Batteries Not Included                     | Matthew Robbins               | Universal Studios                                  | 25 milionů     | 65,1 milionu   |
| 1987       | Spaceballs                                 | Mel Brooks                    | Metro-Goldwyn-Mayer                                | 22,7 milionu   | 38,1 milionu   |
| 1988       | Willow                                     | Ron Howard                    | Metro-Goldwyn-Mayer                                | 35 milionů     | 57,3 milionu   |
| 1988       | Falešná hra s králíkem Rogerem             | Robert Zemeckis               | Buena Vista Pictures                               | 58 milionů     | 329,8 milionu  |
| 1988       | Caddyshack II                              | Allan Arkush                  | Warner Bros.                                       | 20 milionů     | 11,8 milionu   |
| 1988       | Tucker: Člověk a jeho sen                  | Francis Ford Coppola          | Paramount Pictures Metro-Goldwyn-Mayer             | 24 milionů     | 19,7 milionu   |
| 1988       | Zámotek 2: Návrat                          | Daniel Petrie                 | 20th Century Fox                                   | 17,5 milionu   | 25 milionů     |
| 1989       | Lidé z předměstí                           | Joe Dante                     | Universal Studios                                  | 18 milionů     | 49 milionů     |
| 1989       | S ženami pod kůží                          | Blake Edwards                 | 20th Century Fox                                   | 9 milionů      | 19 milionů     |
| 1989       | Hřiště snů                                 | Phil Alden Robinson           | Universal Studios TriStar Pictures                 | 15 milionů     | 84,4 million   |
| 1989       | Indiana Jones a poslední křížová výprava   | Steven Spielberg              | Paramount Pictures                                 | 48 milionů     | 474,2 milionu  |
| 1989       | Krotitelé duchů 2                          | Ivan Reitman                  | Columbia Pictures                                  | 37 milionů     | 215,4 milionu  |
| 1989       | Propast                                    | James Cameron                 | 20th Century Fox                                   | 70 milionů     | 90 milionů     |
| 1989       | Návrat do budoucnosti II                   | Robert Zemeckis               | Universal Studios                                  | 40 milionů     | 332 milionů    |
| 1989       | Navždy                                     | Steven Spielberg              | Universal Studios                                  | 31 milionů     | 74 milionů     |
| 90. léta   |                                            |                               |                                                    |                |                |
| 1990       | Hon na ponorku                             | John McTiernan                | Paramount Pictures                                 | 30 milionů     | 200,5 milionu  |
| 1990       | Joe kontra sopka                           | John Patrick Shanley          | Warner Bros.                                       | 25 milionů     | 39 milionů     |
| 1990       | Návrat do budoucnosti III                  | Robert Zemeckis               | Universal Studios                                  | 40 milionů     | 244,5 milionu  |
| 1990       | Total Recall                               | Paul Verhoeven                | TriStar Pictures                                   | 50 milionů     | 300 milionů    |
| 1990       | Smrtonosná past 2                          | Renny Harlin                  | 20th Century Fox                                   | 70 milionů     | 240 milionů    |
| 1990       | Duch                                       | Jerry Zucker                  | Paramount Pictures                                 | 22 milionů     | 505,7 milionu  |
| 1990       | Arachnofobie                               | Frank Marshall                | Buena Vista Pictures                               | 31 milionů     | 53,2 milionu   |
| 1990       | Sny Akiry Kurosawy                         | Akira Kurosawa a Ishirō Honda | Warner Bros.                                       | 12 milionů     | —              |
| 1990       | Kmotr III                                  | Francis Ford Coppola          | Paramount Pictures                                 | 54 milionů     | 136,8 milionu  |
| 1991       | Let vetřelce                               | John Milius                   | Paramount Pictures                                 | 35 milionů     | 14 milionů     |
| 1991       | The Doors                                  | Oliver Stone                  | TriStar Pictures                                   | 38 milionů     | 34,4 milionu   |
| 1991       | Proměna                                    | Blake Edwards                 | Warner Bros.                                       | 15 milionů     | —              |
| 1991       | Oheň                                       | Ron Howard                    | Universal Studios                                  | 75 milionů     | 152,3 milionu  |
| 1991       | Hudson Hawk                                | Renny Harlin                  | TriStar Pictures                                   | 65 milionů     | 17,2 milionu   |
| 1991       | Rocketeer                                  | Joe Johnston                  | Buena Vista Pictures                               | 40 milionů     | 46,7 milionu   |
| 1991       | Terminátor 2: Den zúčtování                | James Cameron                 | TriStar Pictures                                   | 94 milionů     | 519,8 milionu  |
| 1991       | Hook                                       | Steven Spielberg              | TriStar Pictures                                   | 70 milionů     | 300,9 milionu  |
| 1991       | Star Trek VI: Neobjevená země              | Nicholas Meyer                | Paramount Pictures                                 | 27 milionů     | 96,9 milionu   |
| 1992       | Neviditelný na útěku                       | John Carpenter                | Warner Bros.                                       | 40 milionů     | 14,4 milionu   |
| 1992       | Smrt jí sluší                              | Robert Zemeckis               | Universal Studios                                  | 55 milionů     | 149 milionů    |
| 1993       | Přežít                                     | Frank Marshall                | Buena Vista Pictures United International Pictures | 32 milionů     | 36,7 milionu   |
| 1993       | Oheň v oblacích                            | Robert Lieberman              | Paramount Pictures                                 | 15 milionů     | 19,9 milionu   |
| 1993       | Jurský park                                | Steven Spielberg              | Universal Studios                                  | 63 milionů     | 1,029 miliardy |
| 1993       | Poslední akční hrdina                      | John McTiernan                | Columbia Pictures                                  | 85 milionů     | 137,3 milionu  |
| 1993       | Vycházející slunce                         | Philip Kaufman                | 20th Century Fox                                   | 35 milionů     | 107,2 milionu  |
| 1993       | Muž meteor                                 | Robert Townsend               | Metro-Goldwyn-Mayer                                | 30 milionů     | 8 milionů      |
| 1993       | Tajemná vražda na Manhattanu               | Woody Allen                   | TriStar Pictures                                   | 13,5 milionu   | 11 milionů     |
| 1993       | V moci posedlosti                          | Harold Becker                 | Columbia Pictures                                  | 20 milionů     | 46 milionů     |
| 1993       | Louskáček                                  | Emile Ardolino                | Warner Bros.                                       | 19 milionů     | 2 milionů      |
| 1993       | Schindlerův seznam                         | Steven Spielberg              | Universal Studios                                  | 22 milionů     | 321,2 milionu  |
| 1994       | Záskok                                     | bratři Coenové                | Warner Bros. Universal Studios                     | 25 milionů     | 2,8 milionu    |
| 1994       | Forrest Gump                               | Robert Zemeckis               | Paramount Pictures                                 | 55 milionů     | 677,9 milionu  |
| 1994       | Maverick                                   | Richard Donner                | Warner Bros.                                       | 75 milionů     | 183 milionů    |
| 1994       | Flintstoneovi                              | Brian Levant                  | Universal Studios                                  | 46 milionů     | 341,6 milionu  |
| 1994       | Vlk                                        | Mike Nichols                  | Columbia Pictures                                  | —              | 131 milionů    |
| 1994       | Trable prcka Binka                         | Patrick Read Johnson          | 20th Century Fox                                   | 48 milionů     | 16,8 milionu   |
| 1994       | Maska                                      | Chuck Russell                 | New Line Cinema                                    | 23 milionů     | 351,6 milionu  |
| 1994       | Vraždy v Radiolandu                        | Mel Smith                     | Universal Studios                                  | 15 milionů     | 1,3 milionu    |
| 1994       | Skandální odhalení                         | Barry Levinson                | Warner Bros.                                       | 55 milionů     | 214 milionů    |
| 1994       | Star Trek VII: Generace                    | David Carson                  | Paramount Pictures                                 | 35 milionů     | 118 milionů    |
| 1995       | Šílenství                                  | John Carpenter                | New Line Cinema                                    | 8 milionů      | 8,9 milionu    |
| 1995       | Městečko prokletých                        | John Carpenter                | Universal Studios                                  | 22 milionů     | 9,4 milionu    |
| 1995       | Kongo                                      | Frank Marshall                | Paramount Pictures                                 | 50 milionů     | 152 milionů    |
| 1995       | Kouzelný klíč                              | Frank Oz                      | Paramount Pictures Columbia Pictures               | 45 milionů     | 35 milionů     |
| 1995       | Casper                                     | Brad Silberling               | Universal Studios                                  | 55 milionů     | 287,9 milionu  |
| 1995       | Jumanji                                    | Joe Johnston                  | TriStar Pictures                                   | 65 milionů     | 262,8 milionu  |
| 1995       | Americký prezident                         | Rob Reiner                    | Columbia Pictures Universal Studios                | 62 milionů     | 107 milionů    |
| 1995       | Sabrina                                    | Sydney Pollack                | Paramount Pictures                                 | 50 milionů     | 53 milionů     |
| 1996       | Twister                                    | Jan de Bont                   | Warner Bros. Universal Studios                     | 92 milionů     | 494,4 milionu  |
| 1996       | Mission: Impossible                        | Brian De Palma                | Paramount Pictures                                 | 80 milionů     | 457,7 milionu  |
| 1996       | Dračí srdce                                | Rob Cohen                     | Universal Studios                                  | 57 milionů     | 115 milionů    |
| 1996       | Likvidátor                                 | Chuck Russell                 | Warner Bros.                                       | 100 milionů    | 242,3 milionu  |
| 1996       | Zpětná reakce                              | David Koepp                   | Gramercy Pictures Universal Studios                | 8 milionů      | 3 milionů      |
| 1996       | Spáči                                      | Barry Levinson                | Warner Bros. Buena Vista Pictures                  | 44 milionů     | 165,6 milionu  |
| 1996       | Star Trek VIII: První kontakt              | Jonathan Frakes               | Paramount Pictures                                 | 45 milionů     | 146 milionů    |
| 1996       | 101 dalmatinů                              | Stephen Herek                 | Buena Vista Pictures                               | 75 milionů     | 320,6 milionu  |
| 1996       | Denní světlo                               | Rob Cohen                     | Universal Studios                                  | 80 milionů     | 159,2 milionu  |
| 1996       | Mars útočí!                                | Tim Burton                    | Warner Bros.                                       | 70 milionů     | 101,3 milionu  |
| 1997       | Ztracený svět: Jurský park                 | Steven Spielberg              | Universal Studios                                  | 75 milionů     | 618,6 milionu  |
| 1997       | Nebezpečná rychlost 2: Zásah               | Jan de Bont                   | 20th Century Fox                                   | 110 milionů    | 164,5 milionu  |
| 1997       | Muži v černém                              | Barry Sonnenfeld              | Columbia Pictures                                  | 90 milionů     | 589,4 milionu  |
| 1997       | Kontakt                                    | Robert Zemeckis               | Warner Bros.                                       | 90 milionů     | 171,1 milionu  |
| 1997       | Spawn                                      | Mark A.Z. Dippé               | New Line Cinema                                    | 40 milionů     | 87,8 milionu   |
| 1997       | Hvězdná pěchota                            | Paul Verhoeven                | TriStar Pictures Buena Vista Pictures              | 105 milionů    | 121,2 milionu  |
| 1997       | Půlnoc v zahradě dobra a zla               | Clint Eastwood                | Warner Bros.                                       | 30 milionů     | 25,1 milionu   |
| 1997       | Flubber                                    | Les Mayfield                  | Buena Vista Pictures                               | 80 milionů     | 177,9 milionu  |
| 1997       | Amistad                                    | Steven Spielberg              | DreamWorks Pictures                                | 36 milionů     | 44,2 milionu   |
| 1997       | Pozor na Harryho                           | Woody Allen                   | Fine Line Features Hollywood Pictures              | 20 milionů     | 10 milionů     |
| 1997       | Titanic                                    | James Cameron                 | Paramount Pictures 20th Century Fox                | 200 milionů    | 2,187 miliardy |
| 1998       | Chobotnice                                 | Stephen Sommers               | Buena Vista Pictures Cinergi Pictures              | 45 milionů     | 11,2 milionu   |
| 1998       | Mercury                                    | Harold Becker                 | Universal Studios                                  | 60 milionů     | 93 milionů     |
| 1998       | Drtivý dopad                               | Mimi Leder                    | Paramount Pictures DreamWorks Pictures             | 80 milionů     | 349,4 milionu  |
| 1998       | Malí válečníci                             | Joe Dante                     | DreamWorks Pictures Universal Studios              | 40 milionů     | 54,7 milionu   |
| 1998       | Zachraňte vojína Ryana                     | Steven Spielberg              | DreamWorks Pictures Paramount Pictures             | 75 milionů     | 481,8 milionu  |
| 1998       | Hadí oči                                   | Brian De Palma                | Paramount Pictures Buena Vista Pictures            | 73 milionů     | 103,8 milionu  |
| 1998       | Ani mě nehne                               | William Ryan                  | Gramercy Pictures                                  | —              | 4 960          |
| 1998       | Seznamte se, Joe Black                     | Martin Brest                  | Universal Studios                                  | 90 milionů     | 142 milionů    |
| 1998       | Celebrity                                  | Woody Allen                   | Miramax Films                                      | 12 milionů     | 5 milionů      |
| 1998       | Jack Frost                                 | Troy Miller                   | Warner Bros.                                       | 85 milionů     | 34,6 milionu   |
| 1998       | Velký Joe                                  | Ron Underwood                 | Buena Vista Pictures                               | 90 milionů     | 50 milionů     |
| 1999       | Říjnové nebe                               | Joe Johnston                  | Universal Studios                                  | 25 milionů     | 34,7 milionu   |
| 1999       | Mumie                                      | Stephen Sommers               | Universal Studios                                  | 80 milionů     | 415,9 milionu  |
| 1999       | Star Wars: Epizoda I – Skrytá hrozba       | George Lucas                  | 20th Century Fox                                   | 115 milionů    | 1,027 miliardy |
| 1999       | Wild Wild West                             | Barry Sonnenfeld              | Warner Bros.                                       | 170 milionů    | 222,1 milionu  |
| 1999       | Zámek hrůzy                                | Jan de Bont                   | DreamWorks Pictures                                | 80 milionů     | 177,3 milionu  |
| 1999       | Útok z hlubin                              | Renny Harlin                  | Warner Bros.                                       | 60 milionů     | 164,6 milionu  |
| 1999       | Počítání mrtvých                           | Martin Scorsese               | Paramount Pictures Buena Vista Pictures            | 55 milionů     | 16,8 milionu   |
| 1999       | Ospalá díra                                | Tim Burton                    | Paramount Pictures                                 | 100 milionů    | 206 milionů    |
| 1999       | Zelená míle                                | Frank Darabont                | Warner Bros.                                       | 60 milionů     | 290,7 milionu  |
| 1999       | Magnolia                                   | Paul Thomas Anderson          | New Line Cinema                                    | 37 milionů     | 48,5 milionu   |
| 1999       | Sníh padá na cedry                         | Scott Hicks                   | Universal Studios                                  | 35 milionů     | 23 milionů     |
| 1999       | Galaxy Quest                               | Dean Parisot                  | DreamWorks Pictures                                | 45 milionů     | 90,7 milionu   |

#### 21. století
| Rok vydání | Název                                       | Režisér                                                  | Distributor                                            | Rozpočet (USD)  | Zisk (USD)                 |            |
| Nultá léta | Nultá léta                                  | Nultá léta                                               | Nultá léta                                             | Nultá léta      | Nultá léta                 | Nultá léta |
| ---------- | ------------------------------------------- | -------------------------------------------------------- | ------------------------------------------------------ | --------------- | -------------------------- | ---------- |
| 2000       | Sladký ničema                               | Woody Allen                                              | Sony Pictures Classics                                 | —               | 4 milionů                  |            |
| 2000       | Mise na Mars                                | Brian De Palma                                           | Buena Vista Pictures                                   | 100 milionů     | 110,9 milionu              |            |
| 2000       | Dokonalá bouře                              | Wolfgang Petersen                                        | Warner Bros.                                           | 120 milionů     | 328,7 milionu              |            |
| 2000       | Dobrodružství Rockyho a Bullwinkla          | Des McAnuff                                              | Universal Studios                                      | 76 milionů      | 35 milionů                 |            |
| 2000       | Vesmírní kovbojové                          | Clint Eastwood                                           | Warner Bros.                                           | 60 milionů      | 128,9 milionu              |            |
| 2000       | Pollock                                     | Ed Harris                                                | Sony Pictures Classics                                 | —               | 10 milionů                 |            |
| 2000       | Pošli to dál                                | Mimi Leder                                               | Warner Bros.                                           | 40 milionů      | 55 milionů                 |            |
| 2001       | Přísaha                                     | Sean Penn                                                | Warner Bros.                                           | 35 milionů      | 29,4 milionu               |            |
| 2001       | Listopadová romance                         | Pat O'Connor                                             | Warner Bros.                                           | 40 milionů      | 65 milionů                 |            |
| 2001       | Mumie se vrací                              | Stephen Sommers                                          | Universal Studios                                      | 98 milionů      | 433 milionů                |            |
| 2001       | Pearl Harbor                                | Michael Bay                                              | Buena Vista Pictures                                   | 140 milionů     | 449,2 milionu              |            |
| 2001       | A.I. Umělá inteligence                      | Steven Spielberg                                         | Warner Bros. DreamWorks Pictures                       | 100 milionů     | 235,9 milionu              |            |
| 2001       | Jurský park 3                               | Joe Johnston                                             | Universal Studios                                      | 93 milionů      | 368,8 milionu              |            |
| 2001       | Planeta opic                                | Tim Burton                                               | 20th Century Fox                                       | 100 milionů     | 362,2 milionu              |            |
| 2001       | Harry Potter a Kámen mudrců                 | Chris Columbus                                           | Warner Bros.                                           | 125 milionů     | 974,8 milionu              |            |
| 2001       | Majestic                                    | Frank Darabont                                           | Warner Bros.                                           | 72 milionů      | 37,3 milionu               |            |
| 2002       | Impostor: Živá zbraň                        | Gary Fleder                                              | Dimension Films                                        | 40 milionů      | 8 milionů                  |            |
| 2002       | Stroj času                                  | Simon Wells                                              | DreamWorks Pictures Warner Bros.                       | 80 milionů      | 123,7 milionu              |            |
| 2002       | Velký průšvih                               | Barry Sonnenfeld                                         | Buena Vista Pictures                                   | 40 milionů      | 8,5 milionu                |            |
| 2002       | Star Wars: Epizoda II – Klony útočí         | George Lucas                                             | 20th Century Fox                                       | 115 milionů     | 649,4 milionu              |            |
| 2002       | Agent bez minulosti                         | Doug Liman                                               | Universal Studios                                      | 60 milionů      | 214 milionů                |            |
| 2002       | Minority Report                             | Steven Spielberg                                         | DreamWorks Pictures 20th Century Fox                   | 102 milionů     | 358,4 milionu              |            |
| 2002       | Muži v černém 2                             | Barry Sonnenfeld                                         | Columbia Pictures                                      | 140 milionů     | 441,8 milionu              |            |
| 2002       | K-19: Stroj na smrt                         | Kathryn Bigelow                                          | Paramount Pictures                                     | 100 milionů     | 65,7 milionu               |            |
| 2002       | Znamení                                     | M. Night Shyamalan                                       | Buena Vista Pictures                                   | 72 milionů      | 408,2 milionu              |            |
| 2002       | Krvavá stopa                                | Clint Eastwood                                           | Buena Vista Pictures                                   | 50 milionů      | 31 milionů                 |            |
| 2002       | Opilí láskou                                | Paul Thomas Anderson                                     | Columbia Pictures                                      | 25 milionů      | 24,7 milionu               |            |
| 2002       | Harry Potter a Tajemná komnata              | Chris Columbus                                           | Warner Bros.                                           | 100 milionů     | 879 milionů                |            |
| 2002       | Gangy New Yorku                             | Martin Scorsese                                          | Miramax Films                                          | 97 milionů      | 193,8 milionu              |            |
| 2003       | Slzy slunce                                 | Antoine Fuqua                                            | Columbia Pictures                                      | 100,5 milionu   | 86,5 milionu               |            |
| 2003       | Štvanec                                     | William Friedkin                                         | Paramount Pictures Redbus Film Distribution            | 55 milionů      | 45 milionů                 |            |
| 2003       | Pavučina snů                                | Lawrence Kasdan                                          | Warner Bros.                                           | 68 milionů      | 75,7 milionu               |            |
| 2003       | Hulk                                        | Ang Lee                                                  | Universal Studios                                      | 137 milionů     | 245,4 milionu              |            |
| 2003       | Terminátor 3: Vzpoura strojů                | Jonathan Mostow                                          | Warner Bros. Columbia Pictures                         | 187 milionů     | 433,4 milionu              |            |
| 2003       | Piráti z Karibiku: Prokletí Černé perly     | Gore Verbinski                                           | Buena Vista Pictures                                   | 140 milionů     | 654,3 milionu              |            |
| 2003       | Liga výjimečných                            | Stephen Norrington                                       | 20th Century Fox                                       | 78 milionů      | 179,3 milionu              |            |
| 2003       | Tenkrát v Mexiku                            | Robert Rodriguez                                         | Columbia Pictures Dimension Films                      | 28 milionů      | 98,1 milionu               |            |
| 2003       | Master & Commander: Odvrácená strana světa  | Peter Weir                                               | 20th Century Fox Universal Studios                     | 150 milionů     | 212 milionů                |            |
| 2003       | Proud času                                  | Richard Donner                                           | Paramount Pictures                                     | 80 milionů      | 34 milionů                 |            |
| 2003       | Bratři jak se patří                         | Bratři Farrellyové                                       | 20th Century Fox                                       | 55 milionů      | 65 milionů                 |            |
| 2003       | Petr Pan                                    | P. J. Hogan                                              | Universal Studios Columbia Pictures                    | 130 milionů     | 122 milionů                |            |
| 2004       | Riskni to s Polly                           | John Hamburg                                             | Universal Studios                                      | 42 milionů      | 171 milionů                |            |
| 2004       | Klíč k vraždě                               | Philip Kaufman                                           | Paramount Pictures                                     | 50 milionů      | 41 milionů                 |            |
| 2004       | Ohnivý oceán                                | Joe Johnston                                             | Buena Vista Pictures                                   | 40 milionů      | 108,1 milionu              |            |
| 2004       | Van Helsing                                 | Stephen Sommers                                          | Universal Studios                                      | 160 milionů     | 300,3 milionu              |            |
| 2004       | Den poté                                    | Roland Emmerich                                          | 20th Century Fox                                       | 125 milionů     | 544,3 milionu              |            |
| 2004       | Harry Potter a vězeň z Azkabanu             | Alfonso Cuarón                                           | Warner Bros.                                           | 130 milionů     | 796,7 milionu              |            |
| 2004       | Riddick: Kronika temna                      | David Twohy                                              | Universal Studios                                      | 105 milionů     | 115,8 milionu              |            |
| 2004       | Bournův mýtus                               | Paul Greengrass                                          | Universal Studios                                      | 75 milionů      | 288,5 milionu              |            |
| 2004       | Vesnice                                     | M. Night Shyamalan                                       | Buena Vista Pictures                                   | 60 milionů      | 256,7 milionu              |            |
| 2004       | Svět zítřka                                 | Kerry Conran                                             | Paramount Pictures                                     | 70 milionů      | 58 milionů                 |            |
| 2004       | Lemony Snicket: Řada nešťastných příhod     | Brad Silberling                                          | Paramount Pictures DreamWorks Pictures                 | 140 milionů     | 209,1 milionu              |            |
| 2005       | Už jsme tam?                                | Brian Levant                                             | Columbia Pictures                                      | 32 milionů      | 97 milionů                 |            |
| 2005       | Maska Junior                                | Lawrence Guterman                                        | New Line Cinema                                        | 84 milionů      | 57,6 milionu               |            |
| 2005       | Ochránce                                    | Adam Shankman                                            | Buena Vista Pictures                                   | 56 milionů      | 198,6 milionu              |            |
| 2005       | Eros                                        | Wong Kar-wai, Steven Soderbergh a Michelangelo Antonioni | Warner Independent Pictures Artificial Eye             | —               | 1 milion                   |            |
| 2005       | 3:15 zemřeš                                 | Andrew Douglas                                           | Metro-Goldwyn-Mayer Dimension Films                    | 19 milionů      | 108 milionů                |            |
| 2005       | xXx: Nová dimenze                           | Lee Tamahori                                             | Columbia Pictures                                      | 87 milionů      | 71 milionů                 |            |
| 2005       | Star Wars: Epizoda III – Pomsta Sithů       | George Lucas                                             | 20th Century Fox                                       | 113 milionů     | 848,8 milionu              |            |
| 2005       | Dobrodružství Žraločáka a Lávovky           | Robert Rodriguez                                         | Dimension Films Columbia Pictures                      | 50 milionů      | 69,4 milionu               |            |
| 2005       | Můj auťák Brouk                             | Angela Robinson                                          | Buena Vista Pictures                                   | 50 milionů      | 144,1 milionu              |            |
| 2005       | Válka světů                                 | Steven Spielberg                                         | Paramount Pictures DreamWorks Pictures                 | 132 milionů     | 591,7 milionu              |            |
| 2005       | Ostrov                                      | Michael Bay                                              | DreamWorks Pictures Warner Bros.                       | 126 milionů     | 162,9 milionu              |            |
| 2005       | Mariňák                                     | Sam Mendes                                               | Universal Studios                                      | 72 milionů      | 96,9 milionu               |            |
| 2005       | Strašpytlík                                 | Mark Dindal                                              | Buena Vista Pictures                                   | 150 milionů     | 314,4 milionu              |            |
| 2005       | Bohémové                                    | Chris Columbus                                           | Columbia Pictures                                      | 40 milionů      | 31,6 milionu               |            |
| 2005       | Harry Potter a Ohnivý pohár                 | Mike Newell                                              | Warner Bros.                                           | 150 milionů     | 896,9 milionu              |            |
| 2005       | Letopisy Narnie: Lev, čarodějnice a skříň   | Andrew Adamson                                           | Buena Vista Pictures                                   | 180 milionů     | 745 milionů                |            |
| 2005       | Mnichov                                     | Steven Spielberg                                         | Universal Studios DreamWorks Pictures                  | 70 milionů      | 130,4 milionu              |            |
| 2005       | Dvanáct do tuctu 2                          | Adam Shankman                                            | 20th Century Fox                                       | 60 milionů      | 129,1 milionu              |            |
| 2006       | Osm statečných                              | Frank Marshall                                           | Buena Vista Pictures                                   | 40 milionů      | 120,4 milionu              |            |
| 2006       | Mission: Impossible III                     | J. J. Abrams                                             | Paramount Pictures                                     | 150 milionů     | 397,9 milionu              |            |
| 2006       | Poseidon                                    | Wolfgang Petersen                                        | Warner Bros.                                           | 160 milionů     | 181,7 milionu              |            |
| 2006       | Piráti z Karibiku: Truhla mrtvého muže      | Gore Verbinski                                           | Buena Vista Pictures                                   | 225 milionů     | 1,066 miliardy             |            |
| 2006       | Žena ve vodě                                | M. Night Shyamalan                                       | Warner Bros.                                           | 70 milionů      | 72,8 milionu               |            |
| 2006       | Eragon                                      | Stefen Fangmeier                                         | 20th Century Fox                                       | 100 milionů     | 249,5 milionu              |            |
| 2007       | Piráti z Karibiku: Na konci světa           | Gore Verbinski                                           | Buena Vista Pictures                                   | 300 milionů     | 963,4 milionu              |            |
| 2007       | Božský Evan                                 | Tom Shadyac                                              | Universal Studios                                      | 175 milionů     | 173,4 milionu              |            |
| 2007       | Transformers                                | Michael Bay                                              | DreamWorks Pictures Paramount Pictures                 | 150 milionů     | 709,7 milionu              |            |
| 2007       | Harry Potter a Fénixův řád                  | David Yates                                              | Warner Bros.                                           | 150 milionů     | 939,9 milionu              |            |
| 2007       | Křižovatka smrti 3 – Tentokráte v Paříži    | Brett Ratner                                             | New Line Cinema                                        | 140 milionů     | 258 milionů                |            |
| 2007       | Hrdinové a zbabělci                         | Robert Redford                                           | Metro-Goldwyn-Mayer 20th Century Fox                   | 35 milionů      | 63,2 milionu               |            |
| 2007       | Lovci pokladů: Kniha tajemství              | Jon Turteltaub                                           | Walt Disney Studios Motion Pictures                    | 130 milionů     | 457,4 milionu              |            |
| 2007       | Až na krev                                  | Paul Thomas Anderson                                     | Paramount Vantage Miramax Films                        | 25 milionů      | 76,2 milionu               |            |
| 2008       | Kronika rodu Spiderwicků                    | Mark Waters                                              | Paramount Pictures                                     | 90 milionů      | 162 milionů                |            |
| 2008       | Iron Man                                    | Jon Favreau                                              | Paramount Pictures                                     | 140 milionů     | 585,2 milionu              |            |
| 2008       | Speed Racer                                 | Wachowští                                                | Warner Bros.                                           | 120 milionů     | 93,9 milionu               |            |
| 2008       | Indiana Jones a Království křišťálové lebky | Steven Spielberg                                         | Paramount Pictures                                     | 185 milionů     | 786,6 milionu              |            |
| 2008       | Stalo se                                    | M. Night Shyamalan                                       | 20th Century Fox                                       | 48 milionů      | 163,4 milionu              |            |
| 2008       | VALL-I                                      | Andrew Stanton                                           | Walt Disney Studios Motion Pictures                    | 180 milionů     | 521,3 milionu              |            |
| 2008       | Buffalo Soldiers: Odvaha a přátelství       | Spike Lee                                                | Walt Disney Studios Motion Pictures                    | 45 milionů      | 9,3 milionu                |            |
| 2008       | Příběh o Zoufálkovi                         | Sam Fell a Robert Stevenhagen                            | Universal Studios                                      | 60 milionů      | 86,9 milionu               |            |
| 2009       | Báječný svět shopaholiků                    | P. J. Hogan                                              | Walt Disney Studios Motion Pictures                    | —               | 108,3 milionu              |            |
| 2009       | Star Trek                                   | J. J. Abrams                                             | Paramount Pictures                                     | 150 milionů     | 385,7 milionu              |            |
| 2009       | Terminator Salvation                        | McG                                                      | Warner Bros. Columbia Pictures                         | 200 milionů     | 371,4 milionu              |            |
| 2009       | Transformers: Pomsta poražených             | Michael Bay                                              | DreamWorks Pictures Paramount Pictures                 | 200 milionů     | 836,3 milionu              |            |
| 2009       | Harry Potter a Princ dvojí krve             | David Yates                                              | Warner Bros.                                           | 250 milionů     | 934,4 milionu              |            |
| 2009       | Avatar                                      | James Cameron                                            | 20th Century Fox                                       | 237 milionů     | 2,788 miliardy             |            |
| 10. léta   |                                             |                                                          |                                                        |                 |                            |            |
| 2010       | Iron Man 2                                  | Jon Favreau                                              | Paramount Pictures                                     | 200 milionů     | 623,9 milionu              |            |
| 2010       | Poslední vládce větru                       | M. Night Shyamalan                                       | Paramount Pictures                                     | 150 milionů     | 319,7 milionu              |            |
| 2011       | Jsem číslo čtyři                            | D. J. Caruso                                             | Walt Disney Studios Motion Pictures                    | 50 milionů      | 149,9 milionu              |            |
| 2011       | Rango                                       | Gore Verbinski                                           | Paramount Pictures                                     | 135 milionů     | 245,7 milionu              |            |
| 2011       | Piráti z Karibiku: Na vlnách podivna        | Rob Marshall                                             | Walt Disney Studios Motion Pictures                    | 378,5 milionu   | 1,046 miliardy             |            |
| 2011       | Super 8                                     | J. J. Abrams                                             | Paramount Pictures                                     | 50 milionů      | 260,1 milionu              |            |
| 2011       | Transformers 3                              | Michael Bay                                              | Paramount Pictures                                     | 195 milionů     | 1,124 miliardy             |            |
| 2011       | Kovbojové a vetřelci                        | Jon Favreau                                              | Universal Studios Paramount Pictures                   | 163 milionů     | 174 milionů                |            |
| 2011       | Hugo a jeho velký objev                     | Martin Scorsese                                          | Paramount Pictures                                     | 150 milionů     | 185,8 milionu              |            |
| 2011       | Mission: Impossible – Ghost Protocol        | Brad Bird                                                | Paramount Pictures                                     | 145 milionů     | 694,7 milionu              |            |
| 2012       | Red Tails                                   | Anthony Hemingway                                        | 20th Century Fox                                       | 58 milionů      | 50,4 milionu               |            |
| 2012       | Avengers                                    | Joss Whedon                                              | Walt Disney Studios Motion Pictures                    | 220 milionů     | 1,520 miliardy             |            |
| 2012       | Bitevní loď                                 | Peter Berg                                               | Universal Studios                                      | 220 milionů     | 303 milionů                |            |
| 2012       | Atlas mraků                                 | Lana Wachowski, Tom Tykwer a Andy Wachowski              | Warner Bros.                                           | 128,5 milionu   | 130,5 milionu              |            |
| 2013       | Z cizího krev neteče                        | Seth Gordon                                              | Universal Studios                                      | 35 milionů      | 174 milionů                |            |
| 2013       | G.I. Joe 2: Odveta                          | Jon M. Chu                                               | Paramount Pictures                                     | 130 milionů     | 375,7 milionu              |            |
| 2013       | Pot a krev                                  | Michael Bay                                              | Paramount Pictures                                     | 26 milionů      | 86,2 milionu               |            |
| 2013       | Velký Gatsby                                | Baz Luhrmann                                             | Warner Bros.                                           | 105 milionů     | 351 milionů                |            |
| 2013       | Star Trek: Do temnoty                       | J. J. Abrams                                             | Paramount Pictures                                     | 185 milionů     | 467,4 milionu              |            |
| 2013       | Podfukáři                                   | Louis Leterrier                                          | Universal Studios                                      | 75 milionů      | 351,7 milionu              |            |
| 2013       | Osamělý jezdec                              | Gore Verbinski                                           | Walt Disney Studios Motion Pictures                    | 225 milionů     | 260,5 milionu              |            |
| 2013       | Pacific Rim: Útok na Zemi                   | Guillermo del Toro                                       | Warner Bros.                                           | 190 milionů     | 411 milionů                |            |
| 2013       | Red 2                                       | Dean Parisot                                             | Summit Entertainment                                   | 84 milionů      | 148,1 milionu              |            |
| 2013       | Elysium                                     | Neill Blomkamp                                           | TriStar Pictures                                       | 115 milionů     | 286,1 milionu              |            |
| 2013       | Na život a na smrt                          | Peter Berg                                               | Universal Studios                                      | 49 milionů      | 149,3 milionu              |            |
| 2014       | Noe                                         | Darren Aronofsky                                         | Paramount Pictures                                     | 125 milionů     | 362,6 milionu              |            |
| 2014       | Captain America: Návrat prvního Avengera    | bratři Russoové                                          | Walt Disney Studios Motion Pictures                    | 170 milionů     | 714,4 milionu              |            |
| 2014       | Transformers: Zánik                         | Michael Bay                                              | Paramount Pictures                                     | 210 milionů     | 1,104 miliardy             |            |
| 2014       | Lucy                                        | Luc Besson                                               | Universal Studios                                      | 40 milionů      | 463,4 milionu              |            |
| 2014       | Želvy Ninja                                 | Jonathan Liebesman                                       | Paramount Pictures                                     | 125 milionů     | 493,3 milionu              |            |
| 2014       | Nezlomný                                    | Angelina Jolie                                           | Universal Studios                                      | 65 milionů      | 163,3 milionu              |            |
| 2015       | Zázračné kouzlo                             | Gary Rydstrom                                            | Walt Disney Studios Motion Pictures                    | —               | 13,6 milionu               |            |
| 2015       | Avengers: Age of Ultron                     | Joss Whedon                                              | Walt Disney Studios Motion Pictures                    | 279,9 milionu   | 1,405 miliardy             |            |
| 2015       | Země zítřka                                 | Brad Bird                                                | Walt Disney Studios Motion Pictures                    | 190 milionů     | 209,2 milionu              |            |
| 2015       | Jurský svět                                 | Colin Trevorrow                                          | Universal Studios                                      | 150 milionů     | 1,670 miliardy             |            |
| 2015       | Terminátor Genisys                          | Alan Taylor                                              | Paramount Pictures                                     | 155 milionů     | 440,6 milionu              |            |
| 2015       | Ant-Man                                     | Peyton Reed                                              | Walt Disney Studios Motion Pictures                    | 130 milionů     | 519,3 milionu              |            |
| 2015       | Hitman: Agent 47                            | Aleksander Bach                                          | 20th Century Fox                                       | 35 milionů      | 82,3 milionu               |            |
| 2015       | Marťan                                      | Ridley Scott                                             | 20th Century Fox                                       | 108 milionů     | 630,2 milionu              |            |
| 2015       | Paranormal Activity: The Ghost Dimension    | Gregory Plotkin                                          | Paramount Pictures                                     | 10 milionů      | 78,1 milionu               |            |
| 2015       | Spectre                                     | Sam Mendes                                               | Metro-Goldwyn-Mayer Columbia Pictures                  | 250 milionů     | 880,7 milionu              |            |
| 2015       | Star Wars: Síla se probouzí                 | J. J. Abrams                                             | Walt Disney Studios Motion Pictures                    | 200 milionů     | 2,068 miliardy             |            |
| 2015       | Revenant Zmrtvýchvstání                     | Alejandro G. Iñárritu                                    | 20th Century Fox                                       | 135 milionů     | 533 milionů                |            |
| 2015       | Sázka na nejistotu                          | Adam McKay                                               | Paramount Pictures                                     | 28 milionů      | 133,4 milionu              |            |
| 2016       | 13 hodin: Tajní vojáci z Benghází           | Michael Bay                                              | Paramount Pictures                                     | 50 milionů      | 69,4 milionu               |            |
| 2016       | Captain America: Občanská válka             | bratři Russoové                                          | Walt Disney Studios Motion Pictures                    | 250 milionů     | 1,153 miliardy             |            |
| 2016       | Želvy Ninja 2                               | Dave Green                                               | Paramount Pictures                                     | 135 milionů     | 245,6 milionu              |            |
| 2016       | Warcraft: První střet                       | Duncan Jones                                             | Universal Studios                                      | 160 milionů     | 433,7 milionu              |            |
| 2016       | Deepwater Horizon: Moře v plamenech         | Peter Berg                                               | Summit Entertainment                                   | 110 milionů     | 121,7 milionu              |            |
| 2016       | Doctor Strange                              | Scott Derrickson                                         | Walt Disney Studios Motion Pictures                    | 165 milionů     | 677,6 milionu              |            |
| 2016       | Rogue One: Star Wars Story                  | Gareth Edwards                                           | Walt Disney Studios Motion Pictures                    | 200 milionů     | 1,056 miliardy             |            |
| 2016       | Mlčení                                      | Martin Scorsese                                          | Paramount Pictures                                     | 40 milionů      | 23,7 milionu               |            |
| 2017       | Velká čínská zeď                            | Zhang Yimou                                              | Universal Studios                                      | 150 milionů     | 334,5 milionu              |            |
| 2017       | Život                                       | Daniel Espinosa                                          | Sony Pictures                                          | 58 milionů      | 100,5 milionu              |            |
| 2017       | Kong: Ostrov lebek                          | Jordan Vogt-Roberts                                      | Warner Bros.                                           | 185 milionů     | 566,7 milionu              |            |
| 2017       | Mumie                                       | Alex Kurtzman                                            | Universal Studios                                      | 125 milionů     | 409,1 milionu              |            |
| 2017       | Transformers: Poslední rytíř                | Michael Bay                                              | Paramount Pictures                                     | 260 milionů     | 605,4 milionu              |            |
| 2017       | Spider-Man: Homecoming                      | Jon Watts                                                | Sony Pictures Releasing                                | 175 milionů     | 880,1 milionu              |            |
| 2017       | Valerian a město tisíce planet              | Luc Besson                                               | EuropaCorp                                             | 209 milionů     | 225 milionů                |            |
| 2017       | matka!                                      | Darren Aronofsky                                         | Paramount Pictures                                     | 33 milionů      | 44,5 milionu               |            |
| 2017       | Only the Brave                              | Joseph Kosinski                                          | Sony Pictures                                          | 38 milionů      | 23,5 milionu               |            |
| 2017       | Thor: Ragnarok                              | Taika Waititi                                            | Walt Disney Studios Motion Pictures                    | 180 milionů     | 854,3 milionu              |            |
| 2017       | Star Wars: Poslední z Jediů                 | Rian Johnson                                             | Walt Disney Studios Motion Pictures                    | 200 milionů     | 1,332 miliardy             |            |
| 2017       | Zmenšování                                  | Alexander Payne                                          | Paramount Pictures                                     | 76 milionů      | 55 milionů                 |            |
| 2018       | 12 Strong                                   | Nicolai Fuglsig                                          | Warner Bros.                                           | 35 milionů      | 70,8 milionu               |            |
| 2018       | The Cloverfield Paradox                     | Julius Onah                                              | Netflix                                                | 45 milionů      | —                          |            |
| 2018       | Black Panther                               | Ryan Coogler                                             | Walt Disney Studios Motion Pictures                    | 200 milionů     | 1,347 miliardy             |            |
| 2018       | Monster Hunt 2                              | Raman Hui                                                | Edko Film/Lionsgate                                    | 143 milionů     | 361,7 milionu              |            |
| 2018       | V pasti času                                | Ava DuVernay                                             | Walt Disney Studios Motion Pictures                    | 103 milionů     | 132,7 milionu              |            |
| 2018       | Ready Player One: Hra začíná                | Steven Spielberg                                         | Warner Bros.                                           | 175 milionů     | 582,2 milionů              |            |
| 2018       | Tiché místo                                 | John Krasinski                                           | Paramount Pictures                                     | 17 milionů      | 340,7 milionu              |            |
| 2018       | Avengers: Infinity War                      | bratři Russoové                                          | Walt Disney Studios Motion Pictures                    | 316–400 milionů | 2,047 miliardy             |            |
| 2018       | Solo: Star Wars Story                       | Ron Howard                                               | Walt Disney Studios Motion Pictures                    | 275–300 milionů | 392,9 milionu              |            |
| 2018       | Jurský svět: Zánik říše                     | J.A. Bayona                                              | Universal Studios                                      | 170 milionů     | 1,309 miliardy             |            |
| 2018       | Ant-Man a Wasp                              | Peyton Reed                                              | Motion Pictures                                        | 162 milionů     | 622,7 milionu              |            |
| 2018       | Mrakodrap                                   | Rawson M. Thurber                                        | Walt Disney Studios Motion Pictures                    | 125 milionů     | 304,9 milionu              |            |
| 2018       | The Other Side of the Wind                  | Orson Welles                                             | Netflix                                                | 6 milionů       | —                          |            |
| 2018       | Overlord                                    | Julius Avery                                             | Paramount Pictures                                     | 38 milionů      | 41,7 milionu               |            |
| 2018       | Fantastická zvířata: Grindelwaldovy zločiny | David Yates                                              | Warner Bros.                                           | 200 milionů     | 654 milionů                |            |
| 2018       | Aquaman                                     | James Wan                                                | Warner Bros.                                           | 200 milionů     | 1,148 miliardy             |            |
| 2018       | Bumblebee                                   | Travis Knight                                            | Paramount Pictures                                     | 102 milionů     | 468 milionu                |            |
| 2018       | Bird Box                                    | Susanne Bier                                             | Netflix                                                | 19,8 milionu    | —                          |            |
| 2019       | Captain Marvel                              | Anna Boden a Ryan Fleck                                  | Walt Disney Studios Motion Pictures                    | 152 milionů     | 1,128 miliardy             |            |
| 2019       | Us                                          | Jordan Peele                                             | Universal Pictures                                     | 20 milionů      | 254,7 milionu              |            |
| 2019       | Avengers: Endgame                           | bratři Russoové                                          | Walt Disney Studios Motion Pictures                    | 356 milionů     | 2,798 miliardy             |            |
| 2019       | Aladin                                      | Guy Ritchie                                              | Walt Disney Studios Motion Pictures                    | 183 milionů     | 1,051 miliardy             |            |
| 2019       | Spider-Man: Daleko od domova                | Jon Watts                                                | Sony Pictures Releasing                                | 160 milionů     | 1,132 miliardy             |            |
| 2019       | Irčan                                       | Martin Scorsese                                          | Netflix                                                | 159 milionů     | —                          |            |
| 2019       | Terminátor: Temný osud                      | Tim Miller                                               | Paramount Pictures Walt Disney Studios Motion Pictures | 200 milionů     | 261,1 milionu              |            |
| 2019       | Hrátky s ohněm                              | Andy Fickman                                             | Paramount Pictures                                     | 29,9 milionu    | 64,4 milionu               |            |
| 2019       | 6 underground: Tajné operace                | Michael Bay                                              | Netflix                                                | 150 milionů     | —                          |            |
| 2019       | Star Wars: Vzestup Skywalkera               | J. J. Abrams                                             | Walt Disney Studios Motion Pictures                    | 250 milionů     | 1,074 miliardy             |            |
| 2020       | Artemis Fowl                                | Kenneth Branagh                                          | Walt Disney Studios Motion Pictures                    | 125 milionů     | —                          |            |
| 2020       | Mank                                        | David Fincher                                            | Netflix                                                | 20–30 milionů   | 99 752                     |            |
| 2020       | Můžeme být hrdinové                         | Robert Rodriguez                                         | Netflix                                                | —               | —                          |            |
| 2020       | Půlnoční nebe                               | George Clooney                                           | Netflix                                                | 100 milionů     | 62 557                     |            |
| 2021       | ʻOhana: Rodina je poklad                    | Jude Weng                                                | Netflix                                                | —               | —                          |            |
| 2021       | Chaos Walking                               | Doug Liman                                               | Lionsgate                                              | 100 milionů     | 21,9 milionu               |            |
| 2021       | Cesta do Ameriky 2                          | Craig Brewer                                             | Amazon Studios                                         | 60 milionů      | —                          |            |
| 2021       | Tiché místo: Část II                        | John Krasinski                                           | Paramount Pictures                                     | 55–61 milionů   | 293,5 milionu (promítá se) |            |
| 2021       | Kouzelný drak                               | Chris Appelhans                                          | Netflix                                                | —               | 25,9 milionu (promítá se)  |            |
| 2021       | Rychle a zběsile 9                          | Justin Lin                                               | Universal Pictures                                     | 200–225 milionů | 641,7 milionu (promítá se) |            |
| 2021       | Black Widow                                 | Cate Shortland                                           | Walt Disney Studios                                    | 200 milionů     | 343,6 milionu (promítá se) |            |
| 2021       | Space Jam: Nový začátek                     | Malcolm D. Lee                                           | Warner Bros. Pictures                                  | 150 milionů     | 203,1 milionu (promítá se) |            |
| 2021       | Expedice: Džungle                           | Jaume Collet-Serra                                       | Walt Disney Studios                                    | 200 milionů     | 61,8 milionu (promítá se)  |            |

#### Připravované filmy
| Rok vydání | Název           | Režisér            | Distributor                            |
| ---------- | --------------- | ------------------ | -------------------------------------- |
| 2021       | Není čas zemřít | Cary Joji Fukunaga | Metro-Goldwyn-Mayer Universal Pictures |

### Televizní seriály
| Rok        | Název                    | Stanice        |
| ---------- | ------------------------ | -------------- |
| 1985–1987  | Neuvěřitelné příběhy     | NBC            |
| 1987–1994  | Star Trek: Nová generace | syndikace      |
| 1989–1996  | Příběhy ze záhrobí       | HBO            |
| 1992–1996  | Mladý Indiana Jones      | ABC            |
| 2007–2019  | Teorie velkého třesku    | CBS            |
| 2014–2015  | Agent Carter             | ABC            |
| 2019       | Krypton (druhá řada)     | Syfy           |
| 2019–dosud | The Mandalorian          | Disney+        |
| 2020       | Brave New World          | Peacock        |
| 2020–dosud | The Boys (druhá řada)    | Prime Video    |
| 2020–2021  | The Stand                | CBS All Access |
| 2021       | WandaVision              | Disney+        |
| 2021       | Falcon a Winter Soldier  | Disney+        |
| 2021–dosud | Loki                     | Disney+        |